# Absturz des Aufklärungsflugzeuges Navy 131390
Der Absturz des US-amerikanischen Aufklärungsflugzeuges Navy 131390 ereignete sich am 22. Mai 1962 östlich von München. Auf einem Aufklärungsflug zerbrach das Flugzeug in 5000 m Höhe in mehrere Teile. Alle Insassen kamen ums Leben, am Boden waren keine weiteren Opfer zu beklagen.

## Flugzeug
Das Flugzeug des Typs WV-2Q/EC-121M (Lockheed Super Constellation) mit der BuNo (Bureau Number) 131390 gehörte zu der in Spanien auf der Naval Station Rota stationierten Staffel VQ-2 (Fleet Airborne Reconnaissance Sqdrn Two, Leitwerksmarkierung JQ) der US Navy und trug die Bugnummer 15. Das Baumuster ist eine militärische Variante der Super Constellation.

## Flugroute und Hergang des Absturzes
Um 9:15 Uhr (UTC+1) startete Navy 131390 vom Flughafen Frankfurt. Von Frankfurt aus flog die Maschine über Bamberg nach Bayreuth. Zweck des Fluges war sehr wahrscheinlich das Abhören des Funkverkehrs der sowjetischen Streitkräfte in der damaligen Tschechoslowakei. Um 11 Uhr überquerte sie Nürnberg und flog von dort aus in Richtung Regensburg. Um 11:14 Uhr überquerte sie Straubing, um 11:23 Uhr schwenkte sie kurz vor der österreichischen Grenze vor Braunau am Inn nach Westen. Um 11:31 Uhr begann sie über Reichertsheim einen Steigflug. Nach einem „verhängnisvollen Vorfall an Bord“, über dessen Natur es bis heute nur Spekulationen gibt, funkten die Piloten einen Notruf und kündigten eine Notlandung zuerst in Fürstenfeldbruck, dann in München-Riem an. Doch bereits um 11:35 Uhr brach über Maitenbeth in 5000 Metern Höhe das Heckteil ab, danach löste sich der hintere Rumpf weiter bis zu den Tragflächen ab, so dass zahlreiche Besatzungsmitglieder aus dem Flugzeug stürzten. Das Heck schlug nahezu unbeschädigt östlich des Weilers Amplötz bei Forstern auf. Um 11:37 Uhr schlug der Rest der Maschine „in Rückenlage“ auf der Angerwiese zwischen der Köppelmühle und der Staatsstraße 2080 (zwischen Markt Schwaben und Moos bei Forstinning) auf, wo 24 Besatzungsmitglieder starben. Nach dem Zerbrechen „regneten“ angeblich stapelweise Papiere und Dutzende Tonbänder über die Region. Am Boden wurde durch den Absturz niemand verletzt.

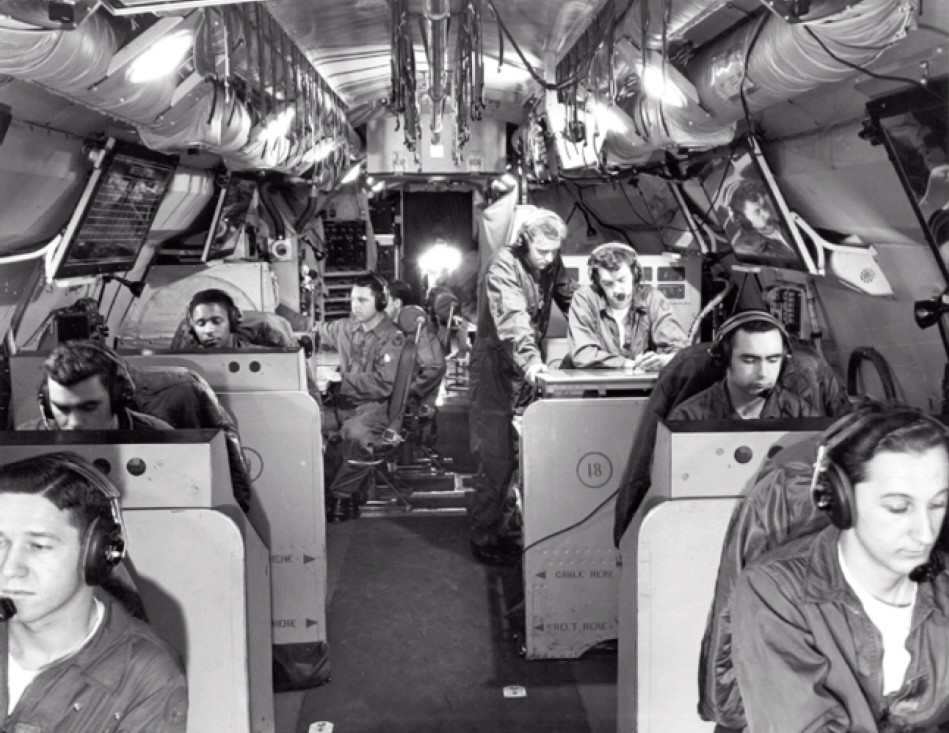
Auswerter (Crewman) an den Überwachungskonsolen eines WV-2/EC-121 Aufklärers

Bereits 20 Minuten nach dem Aufschlag trafen die ersten Militärhubschrauber mit US-Soldaten ein, die das Gelände sicherten, die Toten bargen und das Gelände absuchten. Amerikanische Soldaten durchkämmten über Wochen die Gegend nach den Flugzeugteilen und dem, was aus dem Flugzeug gefallen war. Rund 100 Soldaten sollen eine 500 Meter breite Schneise mehrere Kilometer durchkämmt haben. Insgesamt sollen mehr als 5000 US-Soldaten und 30 Hubschrauber an der Suchaktion beteiligt gewesen sein.
Insgesamt sind 26 tote Militärangehörige erfasst; die Namen dieser toten US-Soldaten wurden schon kurz nach dem Absturz in der US-Militärzeitung „Stars and Stripes“ veröffentlicht. Es befanden sich offensichtlich auch Zivilpersonen an Bord der Maschine; nach Medienberichten starben insgesamt 45 Menschen. Da der militärische Untersuchungsbericht über den Absturz bis heute geheim gehalten wird, ist diese Zahl nicht offiziell bestätigt, praktisch alle Kenntnisse über den Vorfall beruhen auf Veröffentlichungen in Medien.

## Gedenktafel

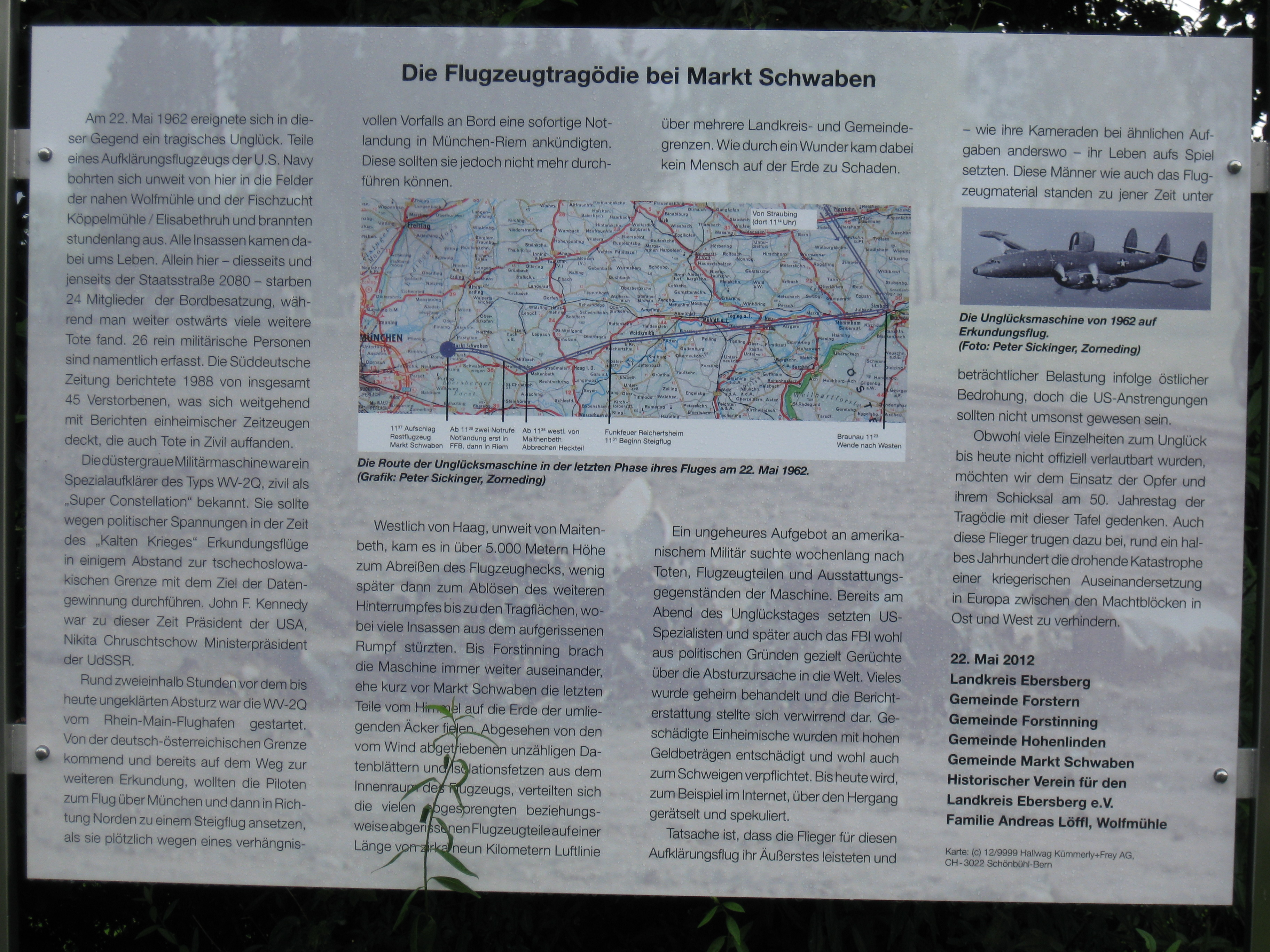
Im Mai 2012 aufgestellte Gedenktafel an der St 2080 vor der Wolfmühle.

Auf dem Gebiet der Gemeinde Markt Schwaben wurde am 23. Mai 2012 vom Historischen Verein für den Landkreis Ebersberg zwischen Wolfmühle und Koppelmühle an der Staatsstraße 2080 eine Gedenktafel aufgestellt.